# Slagelse
Slagelse è un centro abitato danese situato nella regione della Selandia nel comune omonimo di cui è capoluogo.
La cittadina è situata circa 80 km a sudovest di Copenaghen e si trova nell'entroterra poco distante dalla costa orientale dell'isola di Selandia. A ovest del centro abitato il terreno si eleva leggermente fino ai 91 m s.l.m. dello Etterbjerg.